# Moumouh
 (décembre 2008).
Si vous disposez d'ouvrages ou d'articles de référence ou si vous connaissez des sites web de qualité traitant du thème abordé ici, merci de compléter l'article en donnant les références utiles à sa vérifiabilité et en les liant à la section « Notes et références ».
Moumouh (en kabyle : Muḥmuḥ ; en arabe : موموح), nom de scène de Oujrih Youcef Bellali, né le 7 décembre 1981 et mort le 5 février 2018, est un chanteur de musique kabyle originaire du village Ait Youcef dans la commune de Iflissen de la daira de Tigzirt. Il démarre son activité en 2001, et s'est fait connaître notamment par sa chanson « Zwadj Alla » (Fait un peu).
Ses fêtes de Kabylie sont rythmées par ses chansons, comme par celles de Mohammed Allaoua.

## Discographie
Albums Studios
- 2001 : Tella Tella
- 2002 : Azul a mes amis
- 2003 : Laamar ya Laamar (Spécial Fêtes)
- 2004 : Zwadj Alla duo Sihem Stiti
- 2005 : El Weswas
- 2006  Melkhana[3]
- 2006 : C'est toi mon genre
- 2007 :Thamechtouhth di laamar[4]
- 2007 : Flexy
- 2008 : Thamelhantiw[5]
- 2008 : Dayene Célibataire
- 2009 : Del Mouhal
- 2010 : Axam Lekdar Sekef D Niya
- 2011 : Yiweth Machi Achra
- 2012 : Thilelli
- 2014 : Yedda Yedda
- 2016 : Dawiyi[6]
- 2016 : Maalic
- 2018 : Tamaicht À La Bien
- Single
- Loukane 2018
- Uliw Dawhid 2019
- Assiyi 2021
- Hemlegh Kam 2022
- Thawidhiw 2022
- Miliya 2022
- Videos
- Oujrih VCD
- Oujrih Clip Vidéo
- EP
- 2000 : Awid Awid